# Villapalacios
Villapalacios község Spanyolországban, Albacete tartományban. Lakosainak száma 562 fő (2024).

## Földrajza
Villapalacios Alcaraz, Vianos, Salobre és Bienservida községekkel határos.

## Népesség
A település lakosságának változását az alábbi diagram mutatja:
| Lakosok száma | 781  | 760  | 719  | 693  | 703  | 624  | 628  | 583  | 556  | 562  |
|               | 2001 | 2004 | 2006 | 2009 | 2011 | 2014 | 2016 | 2019 | 2021 | 2024 |